# Vavoua (département)
Pour l’article homonyme, voir Vavoua.
Le département de Vavoua est un département de Côte d'Ivoire. 